# Fortin à la couronne
Pour les articles homonymes, voir Fortin.
Le Fortin à la Couronne (en suédois Skansen Kronan), en haut d'un rocher du centre de Göteborg, fut érigé pendant la deuxième moitié du XVIIe siècle selon les plans d'Erik Dahlbergh.
Le Fortin à la couronne doit son nom à une couronne dorée qui le surmonte. Un deuxième fortin, le Fortin au lion - couronné par un lion doré, situé sur une colline de l'autre bout du centre-ville actuel - lui fait pendant.
Ces deux fortins, tout comme le fort de Nya Elfsborg dans l'embouchure du Göta älv, devaient protéger la nouvelle ville (Göteborg avait été fondé au début du XVIIe siècle) contre les attaques des Danois.
À l'origine le fortin se trouvait à l'extérieur des remparts de la ville. Celle-ci a cependant grandi de manière qu'il se situe maintenant dans le Haga, un des quartiers les plus animés de Göteborg. Du haut du rocher, on a une très belle vue sur ce quartier et sur tout le centre-ville.

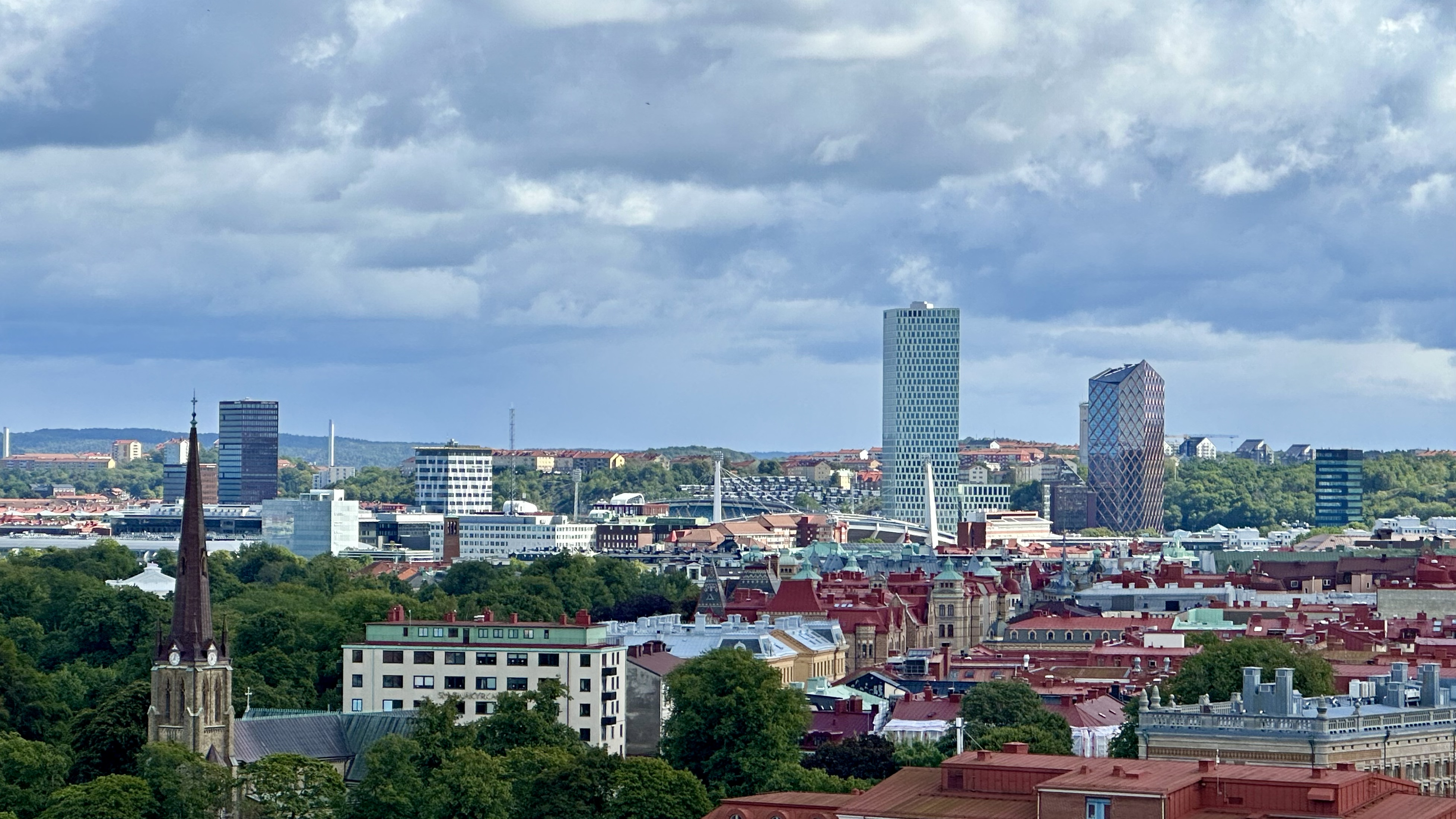
Un point de vue surplombant Göteborg